# Einville-au-Jard
Einville-au-Jard – miejscowość i gmina we Francji, w regionie Grand Est, w departamencie Meurthe i Mozela.
Według danych na rok 1990 gminę zamieszkiwało 1216 osób, a gęstość zaludnienia wynosiła 72 osób/km² (wśród 2335 gmin Lotaryngii Einville-au-Jard plasuje się na 320. miejscu pod względem liczby ludności, natomiast pod względem powierzchni na miejscu 268.).